# Oscar Miñambres
Óscar Miñambres Pascual (Fuenlabrada, 1 de janeiro de 1981) é um ex-futebolista espanhol. Atuava como lateral-direito ou meio-campista.[carece de fontes?]

## Carreira
Formado nas categorias de base do Real Madrid, Miñambres iniciou a carreira no time C dos Merengues, e em 2000 foi promovido à equipe B, onde atuou em 62 jogos e fez 5 gols. Em 2002, foi alçado ao elenco principal do Real, estreando na vitória por 7 a 0 sobre o Las Palmas, onde Fernando Morientes balançou as desdes 5 vezes). Atrapalhado por várias lesões, participou de apenas 18 partidas, a maioria saindo do banco de reservas. Em 2004, foi emprestado ao Espanyol, disputando 5 jogos
De volta ao Real Madrid, Miñambres não foi utilizado nenhuma vez até 2007, quando não teve o contrato renovado.

## Aposentadoria forçada
Em agosto de 2007, o lateral assinou por 3 temporadas com o Hércules CF, time da segunda divisão espanhola. No entanto, um dia depois de sua apresentação, sofreu uma nova lesão no joelho, que o obrigou a encerrar prematuramente sua carreira sem disputar nenhuma partida oficial pelos Blanquiazules.

## Títulos
Real Madrid
- La Liga: 1 (2002–03)
- Liga dos Campeões da UEFA: 1 (2001–02)
- Copa Intercontinental: 1 (2002)